# Puvalur
Puvalur es una ciudad y nagar Panchayat situada en el distrito de Tiruchirappalli en el estado de Tamil Nadu (India). Su población es de 7905 habitantes (2011). Se encuentra a 17 km de Tiruchirappalli y 41 km de Thanjavur.

## Demografía
Según el censo de 2011 la población de Puvalur era de 7905 habitantes, de los cuales 3904 eran hombres y 4001 eran mujeres. Puvalur tiene una tasa media de alfabetización del 87,14%, superior a la media estatal del 80,09%: la alfabetización masculina es del 93,89%, y la alfabetización femenina del 80,63%.